# Gas pebre
El gas pebre, de vegades emprat en forma d'esprai de pebre, és una arma química que irrita els ulls fins al punt de causar llàgrimes, dolor i fins i tot ceguesa temporal. S'utilitza per dispersar disturbis o com a defensa personal. Encara que no és letal, en casos excepcionals pot provocar la mort de l'afectat. Els seus efectes a llarg termini no són encara ben coneguts. El seu principi actiu és la capsaïcina, un compost derivat de la fruita de les plantes del gènere Capsicum.
El mètode cromatografia líquida d'alta resolució s'usa per mesurar la quantitat de capsaïcina dels diferents esprais de pebre. La Unitat de Picantor Scoville (SHU, per la seva sigla en anglès) és la utilitzada per mesurar la picor produïda per aquest tipus d'esprais.
La demetildihidrocapsaïcina, un anàleg sintètic de la capsaïcina, s'utilitza en una versió de l'esprai de pebre conegut com a esprai PAVA, utilitzat a Anglaterra. Un altre compost químic sintètic és el 4-Nonanoylmorpholine, desenvolupat i usat àmpliament a Rússia, amb efectivitat desconeguda comparada amb l'esprai de pebre natural.
A l'estat espanyol estan prohibits tret d'algunes excepcions, que són els que porten extractes naturals i prèviament han estat homologats per la Dirección General de Salud Pública, ens depenent del Ministerio de Sanidad, Servicios Sociales e Igualdad espanyol. Els aerosols de pebre se solen comercialitzar en pots prou petits com per transportar-lo dins la butxaca o bé per dur-lo amagat dins la mà. D'altres de més grans es consideren armes prohibides per a ús civil, i la seva venda està restringida a organismes o entitats dels que en depenguin funcionaris o personal de seguretat i que els seus reglaments preveguin l'ús d'aquests mitjans de defensa i de control de masses.
| « | Els efectes de l'aerosol de pebre són bastant més severs, incloent ceguesa temporal amb durades de 15-30 minuts, una sensació ardent de la pell que dura de 45 a 60 minuts, espasmes de la part superior del cos que forcen a la persona a doblar cap endavant i provoca una tos incontrolable dificultant la respiració i la parla de 3 a 15 minuts. | » |